# Baudolino
Baudolino é um livro de Umberto Eco publicado em 2000 e é ambientado na Idade Média entre 1152 e 1204. 

## Enredo
Trata-se de uma história de um homem chamado Baudolino de Alexandria que se intitula "o maior mentiroso do mundo inteiro" contando seus feitos ao historiador Nicetas Coniates, feitos de íntima relação com mitos e acontecimentos históricos, entre guerras e uma viagem ao oriente, de um mundo jamais imaginado.

Narra a aventura picaresca de um jovem adotado por Frederico I, o Barba Ruiva, em uma saga que vai desde a coroação deste imperador à invasão de Constantinopla pelas cruzadas — operação financiada pelos venezianos que permitiria o controle do Mediterrâneo. Com isso, Umberto Eco nos leva para uma época de geografia não explorada em que terras e mares misteriosos pautavam projetos de aumento territorial, religioso e comercial, desatando ambições de governos, negociantes, intelectuais e aventureiros, como Baudolino e seus amigos.